# Мильян Астрай Террерос, Хосе
Хосе́ Милья́н-Астра́й-и-Терре́рос (исп. José Millán-Astray y Terreros; 5 июля 1879, Ла-Корунья — 1 января 1954, Мадрид) — испанский военачальник, создатель испанского Иностранного легиона.

## Биография
Хосе Мильян-Астрай родился в семье государственного адвоката. В 15-летнем возрасте он, против воли отца, поступает в пехотное училище в Толедо (Academia de Infantería de Toledo). В связи с тем, что в это время Испания вела колониальные войны и срочно нуждалась в офицерских кадрах, юноша уже в 16 лет получает чин лейтенанта.
После дополнительной краткой подготовки в школе генштаба он в 1896 году был отправлен на Филиппины, где участвовал в подавлении вооружённого восстания. Здесь, проявив храбрость и воинское умение, Мильян-Астрай был награждён высшим испанским орденом за мужество в боях — крестом Марии-Кристины (Cruz de María Cristina). Месяцем позже после этого офицер получил также Красный крест за военные заслуги (Cruz Roja al Mérito Militar) и ещё спустя месяц — Крест первого класса за военные заслуги (Cruz Primera Clase al Mérito Militar), став национальным героем Испании. В 1898 году он получает чин старшего лейтенанта и переводится на родину, в Бургос, где продолжает учёбу в школе генерального штаба.
В январе 1905 года Мильян-Астрай получает чин капитана. В 1906 году он женится на Эльвире Гутьеррес де-ла-Торре, которая уже после заключения брака объявила супругу, что намерена быть девственницей. Тем не менее, офицер сохранил с нею дружественные отношения. В том же году он заканчивает школу генштаба, в которой с перерывами обучался около 10 лет. Позднее Мильян-Астрай принимает участие в демаркации испано-французской границы.
В июле 1911 года он становится преподавателем в офицерской пехотной школе в Толедо.
В 1912 году его переводят в действующую армию в Африку. Во время восстания в Марокко под предводительством Райсули Мильян-Астрай весьма успешно действовал против его отрядов и в 1914 году получил звание майора.
В 1919 году Мильян-Астрай приступил к осуществлению того, о чём мечтал, будучи ещё младшим офицером — созданию отдельного элитного армейского соединения. Добившись на это согласия военного министра генерала Товара, Мильян-Астрай вновь отбыл в Африку, на фронт. 7 января 1920 года он получает чин подполковника, и 28 января 1920 года король издаёт декрет о создании испанского Иностранного легиона. Своим помощником и заместителем в легионе Мильян-Астрай назначает Франсиско Франко Баамонде, сам участвует в боях и разрабатывает для легионеров устав, создаёт легионную символику и т. д. В связи с этим он был награждён медалью (medalla de sufrimientos por la Patria).
4 марта 1926 года во время Рифской войны, в Тетуане в результате пулевого ранения Мильян-Астрай лишился глаза (это было его четвёртое ранение).
Во время Гражданской войны в Испании Мильян-Астрай воевал на стороне франкистов; к её концу он был назначен министром прессы и пропаганды.
12 октября 1936 года имела место ожесточённая публичная перепалка между Мильян-Астраем и известным писателем-экзистенциалистом, ректором Саламанкского университета Мигелем де Унамуно, который в условиях начавшейся гражданской войны отстаивал идеи либерализма и благоразумия под нападками ультраправых националистов.
В 1941 году, опасаясь наказания со стороны Франсиско Франко (из-за «развратного поведения» — Мильян-Астрай бросил свою жену и женился вторично, в этот раз на дочери министра Рите Гассет, которая была от него беременна), бежит в Португалию. Там у него в январе 1942 года родилась дочь Перегрина.
Умер в своём доме в Мадриде из-за ишемической болезни сердца. После смерти в его честь в Мадриде была названа улица.

## В кинематографе
- 2019 Пока идет война / Mientras dure la guerra. В роли Эдуард Фернандес.